# Pedro Álvarez Fernández
Pedro Álvarez Fernández   (Madrid, 25 de gener de 1949 - Barcelona, 19 de març de 1969), conegut afectuosament com a Cholo o Pedrito Álvarez, va ser un pilot espanyol de motociclisme de velocitat que destacà en competicions estatals durant la dècada de 1960. Es va morir a causa de les ferides sofertes a l'accident que tingué a Castelló de la Plana, durant una cursa del XVI Trofeu de la Magdalena de motociclisme. S'ha dit que la seva mort precipità la decisió de l'amo de Bultaco, Francesc Xavier Bultó (ja molt afectat per la mort de Ramon Torras quatre anys abans), de retirar definitivament la marca de les competicions de velocitat.

## Biografia
Fill del pilot motociclista i automobilista Francisco Álvarez (especialista en curses de velocitat, dirt track i midgets), Pedrito treballava com a aprenent al taller del seu pare, situat al número 5 del carrer General Sanjurjo de Madrid. A 14 anys va obtenir la seva primera llicència federativa i dos anys després, el 1965, participà en el Gran Premi de la Magdalena, a Castelló de la Plana, amb la Derbi oficial de 50cc d'Ángel Nieto, aconseguint un segon lloc per darrere de Josep Maria Busquets. D'ençà d'aleshores es dedicà professionalment al motociclisme després d'aconseguir una Derbi de 74 cc i comptant amb el suport econòmic i tècnic del seu germà gran, Francisco. Amb aquella moto assoleix ja algunes victòries a la categoria de 125cc (Madrid, Sòria i Albacete).

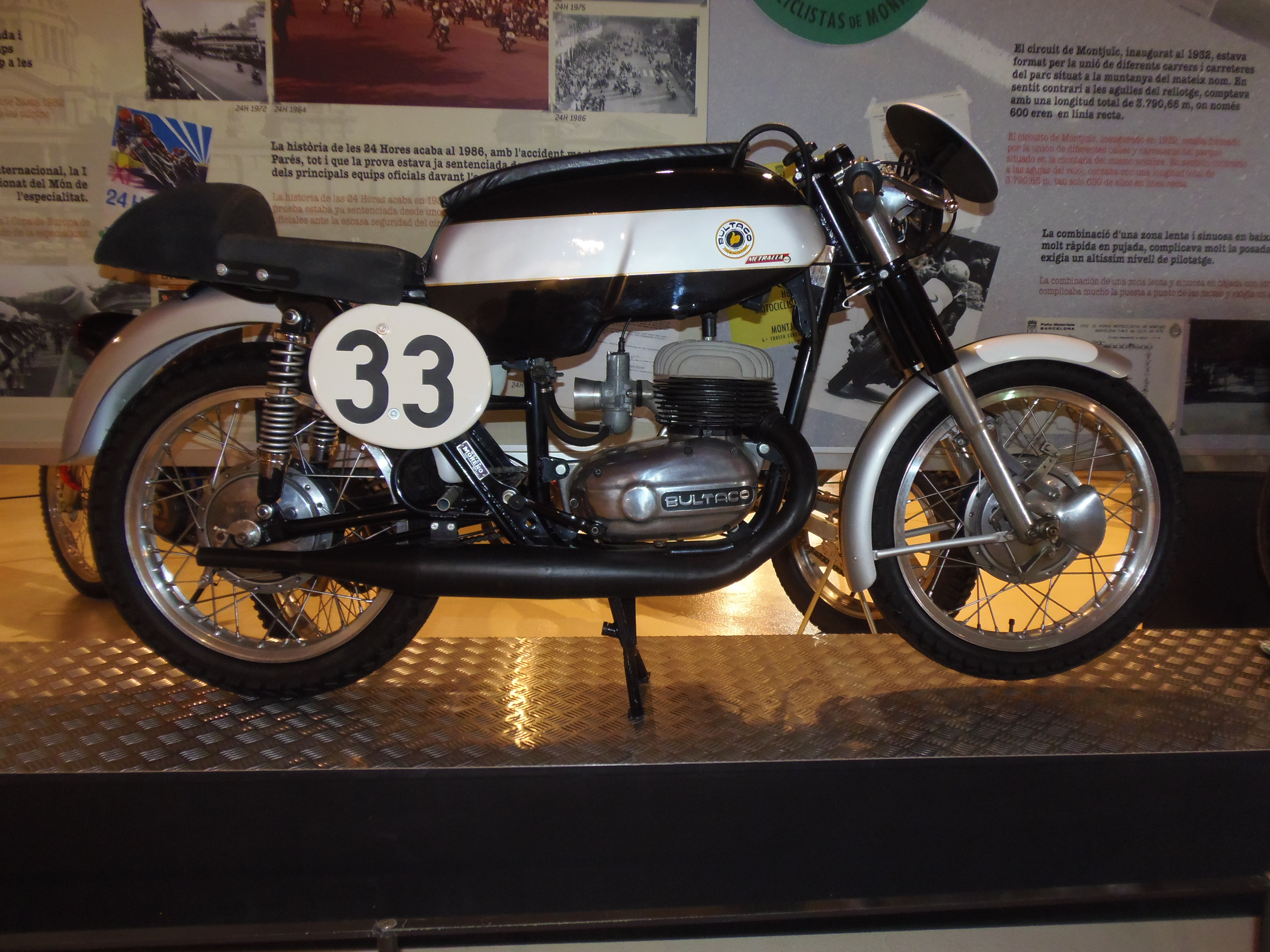
La Bultaco Metralla Mk2 que pilotà a les 24 Hores de Montjuïc el

De cara al 1966 es comprà dues Bultaco (una Metralla Mk2 RS i una Tralla 102) amb les quals continuà la seva collita de victòries i acabà guanyant en la categoria de 250cc del Trofeo de Federaciones Regionales. Gràcies als seus èxits, el 1967 Francesc Xavier Bultó li cedí una TSS 125cc de fàbrica amb refrigeració líquida per al VII Premio de Primavera de Madrid, aconseguint-hi la victòria. Aquell any guanyà diverses curses en aquesta cilindrada i en 175cc (Tarragona, Sòria, Vigo, Guadalajara i Saragossa entre d'altres), a més de participar per primera vegada en les 24 Hores de Montjuïc.
El 1968, Bultaco el contractà com a pilot fix per a tota la temporada, per la qual cosa s'instal·là a Barcelona, prop de la fàbrica de Sant Adrià de Besòs. Començà l'any amb una trajectòria ascendent, aconseguint victòries al Jarama en 250cc, a Granada en 125 i 250cc, al VI Premi Fogueres d'Alacant també en 125 i 250cc i a la pujada a Collformic. Aquell any assolí el subcampionat estatal de 250cc i es començà a fer un nom a nivell internacional tot participant en algunes curses a França i acabant sisè en 125cc i vuitè en 250cc al Gran Premi d'Espanya, celebrat a Montjuïc el 5 de maig.
El XVI Trofeu de la Magdalena de Castelló de la Plana, programat per al 16 de març, era la segona prova de la temporada de 1969. A la cursa de 125cc, Álvarez fou segon darrere d'Ángel Nieto. A la de 250cc, després d'una mala sortida va iniciar una gran remuntada que el portà a la sisena posició. Quan enfilava la recta més ràpida del circuit a uns 170 km/h, un gos desorientat va envair la pista i Álvarez, sense poder-lo esquivar, el va envestir. A causa del brutal impacte, el pilot va sortir disparat i va aterrar contra l'asfalt, amb el resultat de ferides greus al cap. La caiguda fou tan violenta que semblà que s'havia mort a l'acte, però no fou així i se'l transportà a l'Hospital Sant Josep de Castelló, on li practicaren una traqueotomia i li varen fer importants transfusions de sang. L'endemà dilluns fou traslladat a la clínica del doctor Soler-Roig de Barcelona en estat gravíssim i, finalment, dimecres 19 de març a les 4 de la tarda s'hi va morir.
Pedro Álvarez fou enterrat al cementiri del Sud-oest de Barcelona.

## Resultats al Mundial de motociclisme[6]
| Any   | Categoria | Moto    | Curses | Victòries | Podi | Pole | Fast lap | Punts | Posició |
| ----- | --------- | ------- | ------ | --------- | ---- | ---- | -------- | ----- | ------- |
| 1968  | 125cc     | Bultaco | 1      | 0         | 0    | 0    | 0        | 1     | 23è     |
| Total |           |         | 1      | 0         | 0    | 0    | 0        | 1     |         |